# باهوز اردال
فهمان حسین Fehman Hûseyn با نام سازمانی باهوز اردال از فرماندهان حزب کارگران کردستان (پ‌ک‌ک) است. او که از کردهای سوریه است از ژوئن ۲۰۰۴ تا ژوئیه ۲۰۰۹، فرماندهی واحدهای حفاظت از خلق، شاخه نظامی پ‌ک‌ک را به عهده داشت؛ تا اینکه نورالدین صوفی به جای او منصوب شد. از سال ۲۰۰۴ او عضو کمیته اجرایی سه‌نفره پ‌ک‌ک شده‌است. این کمیته شامل خودش، مراد کارایلان، رهبر پ‌ک‌ک و جمیل بایک، جانشین فرمانده پ‌ک‌ک است. برخی تحلیگران ترک ادعا می‌کنند که باهوز اردال، سازمان بازهای آزادی کردستان را رهبری می‌کند.

## زندگینامه
فهمان حسین در سال 1969 در شهر کرد نشین مالکیه سوریه به دنیا آمد و در رشته پزشکی از دانشگاه دمشق فارغ التحصیل شد او در دمشق با حزب کارگران کردستان که در آن سالها شاخه سیاسی آن در سوریه مستقر بود آشنا شد و برای آموش های نظامی به دره بقا مقر نظامی این حزب در لبنان سفر کرد فهمان حسین پس از دستگیری عبدالله اوجلان رهبر حزب کارگران کردستان تبدیل به یکی از سه نفر قدرتمند این حزب در کنار مراد کاریلان و جمیل بایک تبدیل شد و رهبر شاخه نظامی حزب کارگران یعنی نیروهای مدافع خلق شد (۲۰۰۴-۲۰۰۹)  در سال ۲۰۱۶ خبرگزاری آنادولو اعلام که باهوز اردال فرمانده حزب کارگران کردستان توسط سرویس های امنیتی ترکیه در سوریه کشته شده اما صحت این خبر پس از ظاهر شدن او در ویدویی در سال ۲۰۱۷ رد شد 
| پیشین: نظام‌الدین تاش | فرمانده نیروهای مدافع خلق ۲۰۰۹–۲۰۰۴ | پسین: نورالدین صوفی |

## منایع
1. ↑  "Bahoz Erdal | Academic Influence". academicinfluence.com (به انگلیسی). Retrieved 2022-03-03.
2. ↑  AA، Daily Sabah with (۲۰۱۶-۰۷-۰۹). «Turkish intel verifies death of PKK terrorist group's armed wing commander Bahoz Erdal». Daily Sabah (به انگلیسی). دریافت‌شده در ۲۰۲۵-۰۳-۱۸.

- ویکی‌پدیای انگلیسی